# Brisbane International
Brisbane International er en professionel tennisturnering for kvinder og mænd, som hvert år i starten af januar afvikles i Brisbane, Queensland, Australien. Turneringen bliver spillet i Queensland Tennis Center, hvor Pat Rafter Arena er den største arena med 5.500 tilskuerpladser. Den første udgave af turneringen blev spillet i 2009, og fra 2012 til 2020 var turneringen en del af WTA Premier 700-kategorien på WTA Tour. I perioden 2009-19 var Brisbane International endvidere en del af ATP Tour, men i 2020 blev mændenes turnering erstattet af holdturneringen ATP Cup, hvis indledende runde delvist afvikledes i Brisbane. 
I 2024 blev turneringen relanceret med WTA 500-status på WTA Tour og ATP 250-status på ATP Tour.

## Historie
Tekst mangler, hjælp os med at skrive teksten

## Vindere og finalister

### Damesingle
| År      | Mester                      | Finalist                    | Finaleresultat              | Ref. |
| ------- | --------------------------- | --------------------------- | --------------------------- | ---- |
| 2009    | Viktorija Azarenka (1)      | Marion Bartoli              | 6–3, 6–1                    |      |
| 2010    | Kim Clijsters (1)           | Justine Henin               | 6–3, 4–6, 7–6(8–6)          |      |
| 2011    | Petra Kvitová (1)           | Andrea Petkovic             | 6–1, 6–3                    |      |
| 2012    | Kaia Kanepi (1)             | Daniela Hantuchová          | 6–2, 6–1                    |      |
| 2013    | Serena Williams (1)         | Anastasija Pavljutjenkova   | 6–2, 6–1                    |      |
| 2014    | Serena Williams (2)         | Viktorija Azarenka          | 6–4, 7–5                    |      |
| 2015    | Marija Sjarapova (1)        | Ana Ivanovic                | 6–7(4–7), 6–3, 6–3          |      |
| 2016    | Viktorija Azarenka (2)      | Angelique Kerber            | 6–3, 6–1                    |      |
| 2017    | Karolína Plíšková (1)       | Alizé Cornet                | 6–0, 6–3                    |      |
| 2018    | Elina Svitolina (1)         | Aljaksandra Sasnovitj       | 6–2, 6–1                    |      |
| 2019    | Karolína Plíšková (2)       | Lesja Tsurenko              | 4–6, 7–5, 6–2               |      |
| 2020    | Karolína Plíšková (3)       | Madison Keys                | 6–4, 4–6, 7–5               |      |
| 2021-23 | Ingen damesingleturneringer | Ingen damesingleturneringer | Ingen damesingleturneringer |      |
| 2024    | Jelena Rybakina (1)         | Aryna Sabalenka             | 6–0, 6–3                    |      |
| 2025    | Aryna Sabalenka (1)         | Polina Kudermetova          | 4–6, 6–3, 6–2               |      |

### Herresingle
| År      | Mester                       | Finalist                     | Finaleresultat               | Ref.                         |
| ------- | ---------------------------- | ---------------------------- | ---------------------------- | ---------------------------- |
| 2009    | Radek Štěpánek (1)           | Fernando Verdasco            | 3–6, 6–3, 6–4                |                              |
| 2010    | Andy Roddick (1)             | Radek Štěpánek               | 7–6(7–2), 7–6(9–7)           |                              |
| 2011    | Robin Söderling (1)          | Andy Roddick                 | 6–3, 7–5                     |                              |
| 2012    | Andy Murray (1)              | Aleksandr Dolgopolov         | 6–1, 6–3                     |                              |
| 2013    | Andy Murray (2)              | Grigor Dimitrov              | 7–6(7–0), 6–4                |                              |
| 2014    | Lleyton Hewitt (1)           | Roger Federer                | 6–1, 4–6, 6–3                |                              |
| 2015    | Roger Federer (1)            | Milos Raonic                 | 6–4, 6–7(2–7), 6–4           |                              |
| 2016    | Milos Raonic (1)             | Roger Federer                | 6–4, 6–4                     |                              |
| 2017    | Grigor Dimitrov (1)          | Kei Nishikori                | 6–2, 2–6, 6–3                |                              |
| 2018    | Nick Kyrgios (1)             | Ryan Harrison                | 6–4, 6–2                     |                              |
| 2019    | Kei Nishikori (1)            | Daniil Medvedev              | 6–4, 3–6, 6–2                |                              |
| 2020-23 | Ingen herresingleturneringer | Ingen herresingleturneringer | Ingen herresingleturneringer | Ingen herresingleturneringer |
| 2024    | Grigor Dimitrov (2)          | Holger Rune                  | 7–6 (7–5), 6–4               |                              |
| 2025    | Jiří Lehečka (1)             | Reilly Opelka                | 4–1 opg.                     |                              |

### Damedouble
| År      | Mester                                                | Finalist                                   | Finaleresultat              |
| ------- | ----------------------------------------------------- | ------------------------------------------ | --------------------------- |
| 2009    | Anna-Lena Grönefeld (1) Vania King (1)                | Klaudia Jans Alicja Rosolska               | 3–6, 7–5, [10–5]            |
| 2010    | Andrea Hlaváčková (1) Lucie Hradecká (1)              | Melinda Czink Arantxa Parra Santonja       | 2–6, 7–6(7–3), [10–4]       |
| 2011    | Alisa Klejbanova (1) Anastasija Pavljutjenkova (1)    | Klaudia Jans Alicja Rosolska               | 6–3, 7–5                    |
| 2012    | Nuria Llagostera Vives (1) Arantxa Parra Santonja (1) | Raquel Kops-Jones Abigail Spears           | 7–6(7–2), 7–6(7–2)          |
| 2013    | Bethanie Mattek-Sands (1) Sania Mirza (1)             | Anna-Lena Grönefeld Květa Peschke          | 4–6, 6–4, [10–7]            |
| 2014    | Alla Kudrjavtseva (1) Anastasia Rodionova (1)         | Kristina Mladenovic Galina Voskobojeva     | 6–3, 6–1                    |
| 2015    | Martina Hingis (1) Sabine Lisicki (1)                 | Caroline Garcia Katarina Srebotnik         | 6–2, 7–5                    |
| 2016    | Martina Hingis (2) Sania Mirza (2)                    | Angelique Kerber Andrea Petkovic           | 7–5, 6–1                    |
| 2017    | Bethanie Mattek-Sands (2) Sania Mirza (3)             | Jekaterina Makarova Jelena Vesnina         | 6–2, 6–3                    |
| 2018    | Kiki Bertens (1) Demi Schuurs (1)                     | Andreja Klepač María José Martínez Sánchez | 7–5, 6–2                    |
| 2019    | Nicole Melichar (1) Květa Peschke (1)                 | Chan Hao-Ching Latisha Chan                | 6–1, 6–1                    |
| 2020    | Hsieh Su-Wei (1) Barbora Strýcová (1)                 | Ashleigh Barty Kiki Bertens                | 3–6, 7–6(9–7), [10–8]       |
| 2021-23 | Ingen damedoubleturneringer                           | Ingen damedoubleturneringer                | Ingen damedoubleturneringer |
| 2024    | Ljudmyla Kitjenok (1) Jeļena Ostapenko (1)            | Greet Minnen Heather Watson                | 7−5, 6−2                    |
| 2025    | Mirra Andrejeva (1) · Diana Sjnajder (1)              | Priscilla Hon · Anna Kalinskaja            | 7–6(8–6), 7–5               |

### Herredouble
| År      | Mester                                     | Finalist                           | Finaleresultat               |
| ------- | ------------------------------------------ | ---------------------------------- | ---------------------------- |
| 2009    | Marc Gicquel (1) Jo-Wilfried Tsonga (1)    | Fernando Verdasco Mischa Zverev    | 6–4, 6–3                     |
| 2010    | Jérémy Chardy (1) Marc Gicquel (2)         | Lukáš Dlouhý Leander Paes          | 6–3, 7–6(7–5)                |
| 2011    | Lukáš Dlouhý (1) Paul Hanley (1)           | Robert Lindstedt Horia Tecău       | 6–4, Opg.                    |
| 2012    | Maks Mirnyj (1) Daniel Nestor (1)          | Jürgen Melzer Philipp Petzschner   | 6–1, 6–2                     |
| 2013    | Marcelo Melo (1) Tommy Robredo (1)         | Eric Butorac Paul Hanley           | 4–6, 6–1, [10–5]             |
| 2014    | Mariusz Fyrstenberg (1) Daniel Nestor (2)  | Juan Sebastián Cabal Robert Farah  | 6-7(4–7), 6–4, [10–7]        |
| 2015    | Jamie Murray (1) John Peers (1)            | Aleksandr Dolgopolov Kei Nishikori | 6–3, 7–6(7–4)                |
| 2016    | Henri Kontinen (1) John Peers (2)          | James Duckworth Chris Guccione     | 7–6(7–4), 6–1                |
| 2017    | Thanasi Kokkinakis (1) Jordan Thompson (1) | Gilles Müller Sam Querrey          | 7–6(9–7), 6–4                |
| 2018    | Henri Kontinen (2) John Peers (3)          | Leonardo Mayer Horacio Zeballos    | 3–6, 6–3, [10–2]             |
| 2019    | Marcus Daniell (1) Wesley Koolhof (1)      | Rajeev Ram Joe Salisbury           | 6–4, 7–6(8–6)                |
| 2020-23 | Ingen herredoubleturneringer               | Ingen herredoubleturneringer       | Ingen herredoubleturneringer |
| 2024    | Lloyd Glasspool (1) Jean-Julien Rojer (1)  | Kevin Krawietz Tim Pütz            | 7–6(7–3), 5–7, [12–10]       |
| 2025    | Lloyd Glasspool (2) Julian Cash (1)        | Jiří Lehečka Jakub Menšík          | 6–3, 6–7(2–7), [10–6]        |